# سكرتير في البيت
سكرتير في البيت هو مسلسل سعودي فكاهي أُنتج عام 1394 هـ الموافق 1974، ويُعد من أوائل الأعمال الكوميدية في تاريخ الدراما السعودية. عُرض المسلسل عبر التلفزيون السعودي، وشارك في بطولته الفنان سعد خضر في دور "فرج" (سكرتير العائلة)، إلى جانب نخبة من الفنانين السعوديين.

## الخلفية
جاء مسلسل "سكرتير في البيت" في سياق تطور الدراما السعودية خلال السبعينيات، بعد ما يقارب عقدًا من انطلاق التلفزيون السعودي عام 1965. ويُعد من الأعمال الرائدة التي تناولت القضايا الاجتماعية بطابع كوميدي، مستعرضًا يوميات أسرة سعودية بتناول ساخر وخفيف الظل.

## طاقم العمل
- سعد خضر بدور فرج
- محمد المفرح بدور أبو مسامح
- محمد العلي بدور مجدي
- هالة نيازي عبدالرحيم
- علي إبراهيم بدور إبراهيم
- عبدالعزيز الحماد[1]

## الجوائز
حقق المسلسل جائزة على مستوى الدراما العربية في عام إنتاجه 1394هـ/1974م، وهو ما شكّل نقلة نوعية في تاريخ الأعمال التلفزيونية السعودية.

## معلومات إضافية
شارك سعد خضر في هذا المسلسل بعد أن عُرف بشخصية "فرج الله" في برامج الأطفال، وكان قد بدأ مشواره الفني من إذاعة الرياض عام 1962م. يُعتبر هذا العمل من أوائل المسلسلات ذات الطابع الكوميدي التي قُدمت بأسلوب درامي سعودي متكامل.